# Академический легион

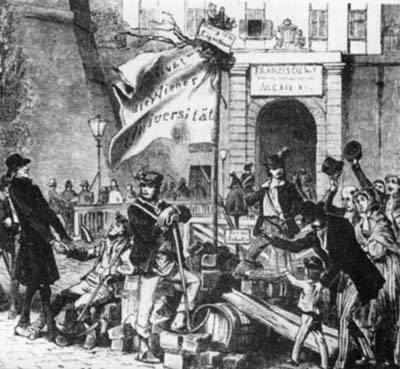
Студенты Вены во время революционных событий 1848 года

Академический легион — вооружённая студенческая организация, принимавшая участие в боевых действиях во время революции 1848—1849 годов в Австрийской империи.
Легион был создан в сразу же после начала восстания 13 марта 1848 в столице Австрийской империи — Вене, а позже и других городах империи, в которых имелись университеты, в частности во Львове.
«Академический легион» в Вене насчитывал около 4 тысяч человек и являлся ядром революционной армии. «Академический легион» активно участвовал в Мартовском восстании, в вооруженном выступлении в мае 1848 и в Октябрьском вооруженном восстании 1848 в Вене, в котором являлся важной составной частью революционных вооруженных сил.
Во Львове в его состав входило до 900 чел. Действовал в составе львовской национальной гвардии (военизированного формирования жителей города). В начале ноября 1848 участвовал в кровопролитных уличных боях против правительственных войск.
После подавления восстания 1848 года был распущен, а часть участников репрессирована.
Видными участниками «Академического легиона» были Йозеф Матеус Айгнер, Ганс Балатка, Роберт Гамерлинг и Эдуард Ласкер.